# Armonini Nunatak
Armonini Nunatak är en nunatak i Östantarktis, och dess topp ligger 1 503 meter över havet. Australien gör anspråk på området. 
Terrängen runt Armonini Nunatak är huvudsakligen lite kuperad.